# Emil Werz

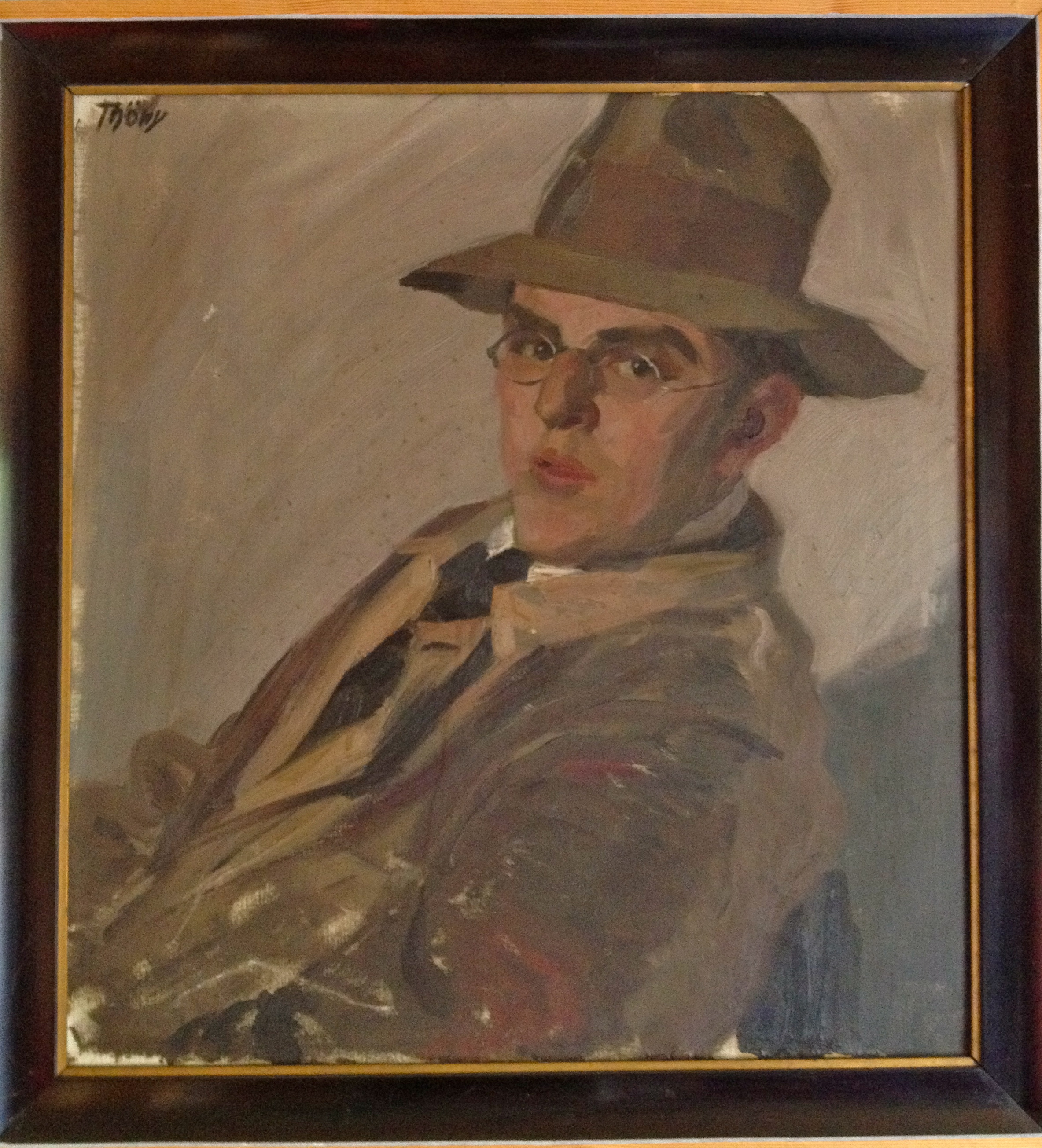
Emil Werz, um 1924, Porträtgemälde von Eduard Thöny (Reproduktion von Siegfried Werz)

Emil Werz (* 16. Mai 1885; † 31. Juli 1957) war ein deutscher Maler, Grafiker und Heraldiker.

## Werdegang
Nach einem Studium an der Kunstakademie München unternahm Werz eine Studienreise nach Spanien, von der auf 1912 datierte Gemälde von spanischen Frauen in Tracht und eines spanischen Fischerknaben bekannt sind.
Werz bevorzugte Sujets wie Bayerische Seenlandschaften, Kaufbeurer Stadtansichten, biblische Motive (z. B. Enthauptung des Johannes, Susanna entsteigt dem Bade), Sonnenblumen und andere Stillleben.
Bekannt wurde Emil Werz durch seine Wappenentwürfe für bayerische Kommunen in den 1950er und 1960er Jahren. Eine Besonderheit war dabei, dass er nicht wie andere Heraldiker eine einheitliche Schildform wählte, sondern den Wappen immer wieder neue, unkonventionelle, dem Zeitgeschmack angepasste Schildformen gab. Viele seiner Wappen sind deshalb aber zwischenzeitlich überarbeitet worden.
Der Großteil seiner Werke entstand in München, wo er am Mariannenplatz eine Atelier-Wohnung besaß. Er wohnte und arbeitete jedoch zwischenzeitlich auch in Kaufbeuren.
Emil Werz heiratete 1917 Elisabeth Freund; die beiden bekamen 1920 einen Sohn, Jörg Wolfgang Werz, der im Zweiten Weltkrieg 1944 bei Lucca (Italien) fiel.

## Werke (Auswahl)

### Buchausstattungen
- 50 Jahre Versuchsanstalt für Bierbrauerei der Bayerischen Landesgewerbeanstalt Nürnberg 1887–1937. 1937.

### Gemälde
- Parklandschaft mit Löwen-Brauerei im Hintergrund (1909)
- Spanische Frauen (1912)
- Allgäu Hütte (1920)
- Königssee (um 1930)
- Crescentia-Kloster Kaufbeuren (um 1946)

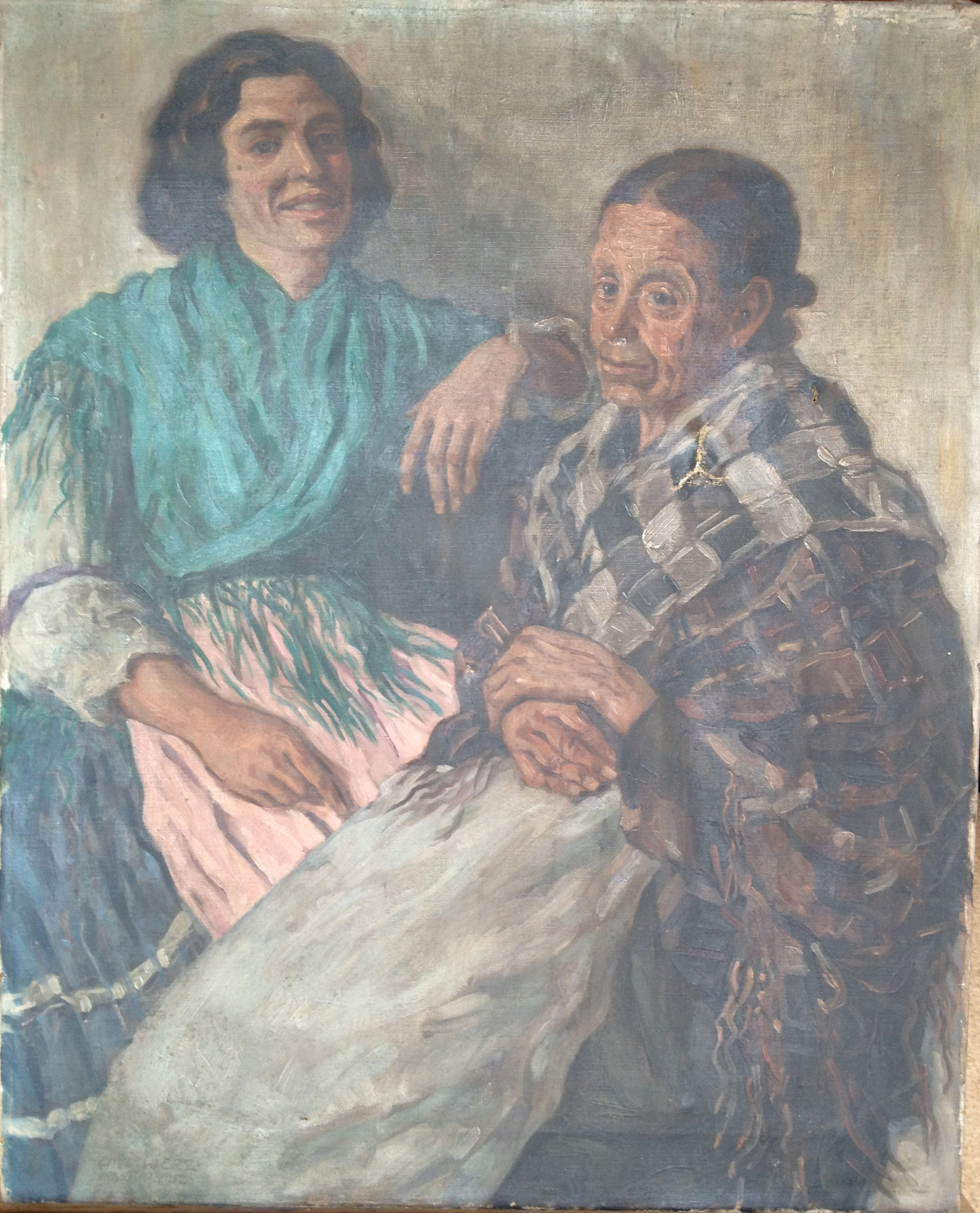
Spanische Frauen, 1912 (Reproduktion von Siegfried Werz)
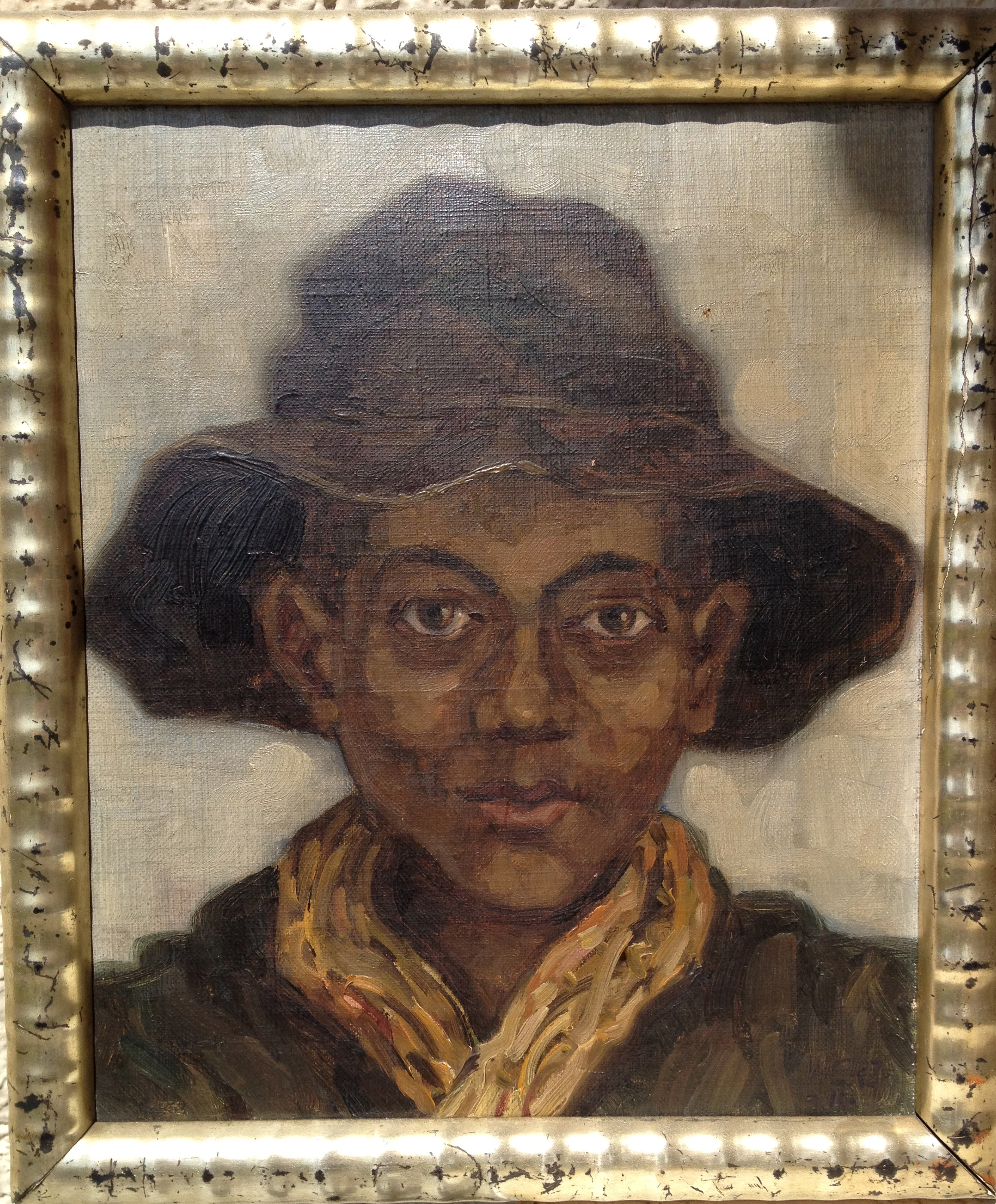
Spanischer Fischerknabe, 1912 (Reproduktion von Siegfried Werz)
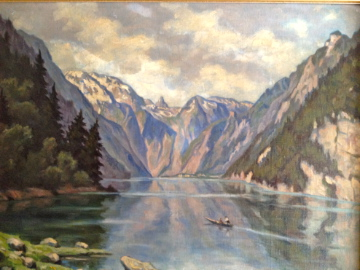
Königssee, um 1930 (Reproduktion von Siegfried Werz)
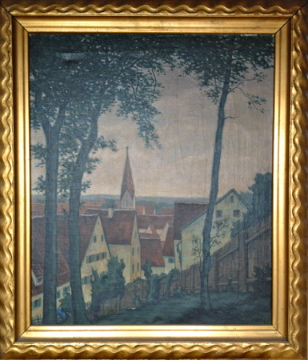
Kaufbeurer Stadtansicht mit Crescentia-Kloster, um 1946 (Reproduktion Siegfried Werz)

### Wappen
- Stadtwappen Rosenheim
- Gemeindewappen Forstern
- Gemeindewappen Moosinning
- Wappen der ehemaligen Gemeinde Ammerhöfe